# Башар, Ахмед Хамди
Ахмед Хамди Башар (тур. Ahmet Hamdi Başar, также был известен как Лиманджи Хамди, 1897, Стамбул — 26 июнь 1971, Стамбул) — турецкий экономист и политик.

## Биография
Родился в 1897 году в Стамбуле. Окончил там же лицей, затем два года изучал в Дарюльфюнуне математику, после чего сменил фокус учёбы на географию. Первая мировая война помешала его учёбе и Дарюльфюнун ему удалось окончить лишь в 1919 году.
Одновременно с учёбой занимался преподаванием и вёл колонки для нескольких журналов. Помимо этого, вместе с друзьями открыл частную школу и издавал журнал «Ticaret-i Umumiye». В 1921 году начал издавать ещё один журнал «Türkiye Iktisat Mecmuası».
Ахмед Хамди Башар сочетал в себе либерала и националиста, его идеалом было либеральное (в его понимании) государство, в котором турки контролируют большую часть экономики. В противоположность этому, в Османской империи и Турецкой Республике значительное влияние на экономику оказывали армяне и евреи.
Свои идеи Ахмед Хамди пропагандировал в статьях, журналах и книгах, также в 1918 году он создал недолго просуществовавшую партию «Народная партия торговли» (тур. Ahali Ticaret Fırkası). Принимал участие в создании «Национальной турецкой ассоциации торговли» (тур. Milli Türk Ticaret Birliği), целью которой являлось способствование увеличению доли мусульман в торговом секторе. Эта ассоциация принимала активное участие в Измирском экономическом конгрессе. Позже он также создал «Ассоциацию турецкой занятости» (тур. Türk Çalıştırma Derneği), эта ассоциация отличалась от предыдущей тем, что не ограничивалась исключительно торговым сектором экономики, а также тем, что целью её являлась помощь исключительно туркам.
В 1925-34 года руководил Стамбульской портовой компанией, за это получил прозвище «Лиманджи Хамди» (тур. Limancı Hamdi, Хамди из порта).
В первые годы существования Турецкой Республики идеи Ахмеда Хамди пользовались поддержкой со стороны Ататюрка, но вскоре Кемаль решил, что контролируемая государством экономика эффективнее частной. Эта перемена была воспринята Ахмедом Хамди в штыки и нещадно им критиковалась, также как и экономическая политика Исмета Инёню, придерживавшегося тех же экономических принципов, что и Ататюрк.
После поражения Инёню на очередных выборах к власти пришла Демократическая партия, придерживавшаяся принципов либерализма. В 1950 году Ахмед Хамди был избран от неё в Великое национальное собрание Турции, впрочем, вскоре оказалось, что экономическая политика партии не соответствует представлениям Ахмеда Хамди. В 1953 году он добровольно ушёл с поста, и опубликовал несколько книг с критикой Демократической партии.
После государственного переворота 1960 года входил в созданную Комитетом национального единства комиссию по социальным работам.
Со временем идеи Ахмеда Хамди претерпели изменения. После начала Второй мировой войны он начал считать, что капитализм порождает военные конфликты по всему земному шару, а мира без войн можно достичь только благодаря сочетанию рациональной организации общества, социализма и религии. Эти идеи он пытался пропагандировать в журнале «Мир без войн» (тур. Barış Dünyası), который он издавал в 1944 и 1962-71 годах.
Был женат на писательнице Шюкуфе Нихаль. Они развелись в 1950-х годах.
Умер 26 июня 1971 года в Стамбуле.